# 魏成名
魏成名（?-1796年)為中國清朝武官官員，本籍福建。行伍出身的魏成名於1795年（乾隆60年，嘉慶元年）奉旨接替李南馨，於台灣地區擔任澎湖水師協副將。而隸屬台灣鎮之下的此官職職等為正二品，是台灣清治時期的這階段，扼守台灣海峽的重要武將，並統帥兩標水營，數千名水師兵勇。
1796年，任內病故。
| 前任： 李南馨 | 澎湖水師協副將 1737年上任 | 繼任： 李長庚 |